# Jean-Pierre Séguin
Pour les articles homonymes, voir Seguin.
Ne doit pas être confondu avec Jean-Pierre Seguin.
Jean-Pierre Séguin né le 12 février 1951 à Montréal au Québec est un artiste en arts visuels.

## Biographie
Il a été professeur au Département des arts et lettres de l'Université du Québec à Chicoutimi de 1979 à 2011. Ses œuvres se retrouvent dans de nombreuses collections privées et publiques. Il est représenté par la galerie OK Harris de New York et la galerie Graff de Montréal.

## Démarche artistique
Il utilise divers matériaux du quotidien pour réaliser ses portraits tels que des petits soldats de plastique, des morceaux de casse-tête, des boutons à coudre, du fil à tisser ou encore des billes.
« Jean-Pierre Séguin place au premier plan le détail, qu'il veut sériel, objectal et commun, - afin que le spectateur se rappelle que nous constituons nos figures - non pas à partir de rien, mais à partir du monde d'objets et d'usages que nous appelons quotidien» .

## Diffusion de l’œuvre
Son travail a fait l'objet de plusieurs expositions au Canada et à l'étranger, dont les plus récentes : 
- 39-45, galerie GRAFF, Montréal, (2015) ;
- WW2, OK Harris, New York, (2014);
- Portraits d'Artistes, galerie GRAFF, Montréal, (2012);
- Beards in Beads, OK Harris, New York (2010);
- Beaded Portraits, OK Harris, New York (2007) ;
- Figures, Musée d'art contemporain des Laurentides, St-Jérôme (2006-2007);
- 1040 tableaux, Langage Plus, Alma (2006)[3] ;
- Métaphoretraits, CNE, Jonquière (2005);
- Corps et Figures, Montréal Télégraphe, Montréal (2001).